# Comișani
Comișani es una comuna ubicada en el distrito de Dâmbovița, Rumania.

## Superficie
Posee una superficie de 34,64 kilómetros cuadrados.

## Demografía
Hasta 2021 la población era de 5538 habitantes, con una densidad de población de 159,9 habitantes por kilómetro cuadrado.